# Le Loroux-Bottereau
Le Loroux-Bottereau is een gemeente in het Franse departement Loire-Atlantique (regio Pays de la Loire). De plaats maakt deel uit van het arrondissement Nantes. Le Loroux-Bottereau telde op 1 januari 2022 8.595 inwoners.

## Geografie
De oppervlakte van Le Loroux-Bottereau bedroeg op 1 januari 2022 45,31 vierkante kilometer; de bevolkingsdichtheid was toen 189,7 inwoners per km².

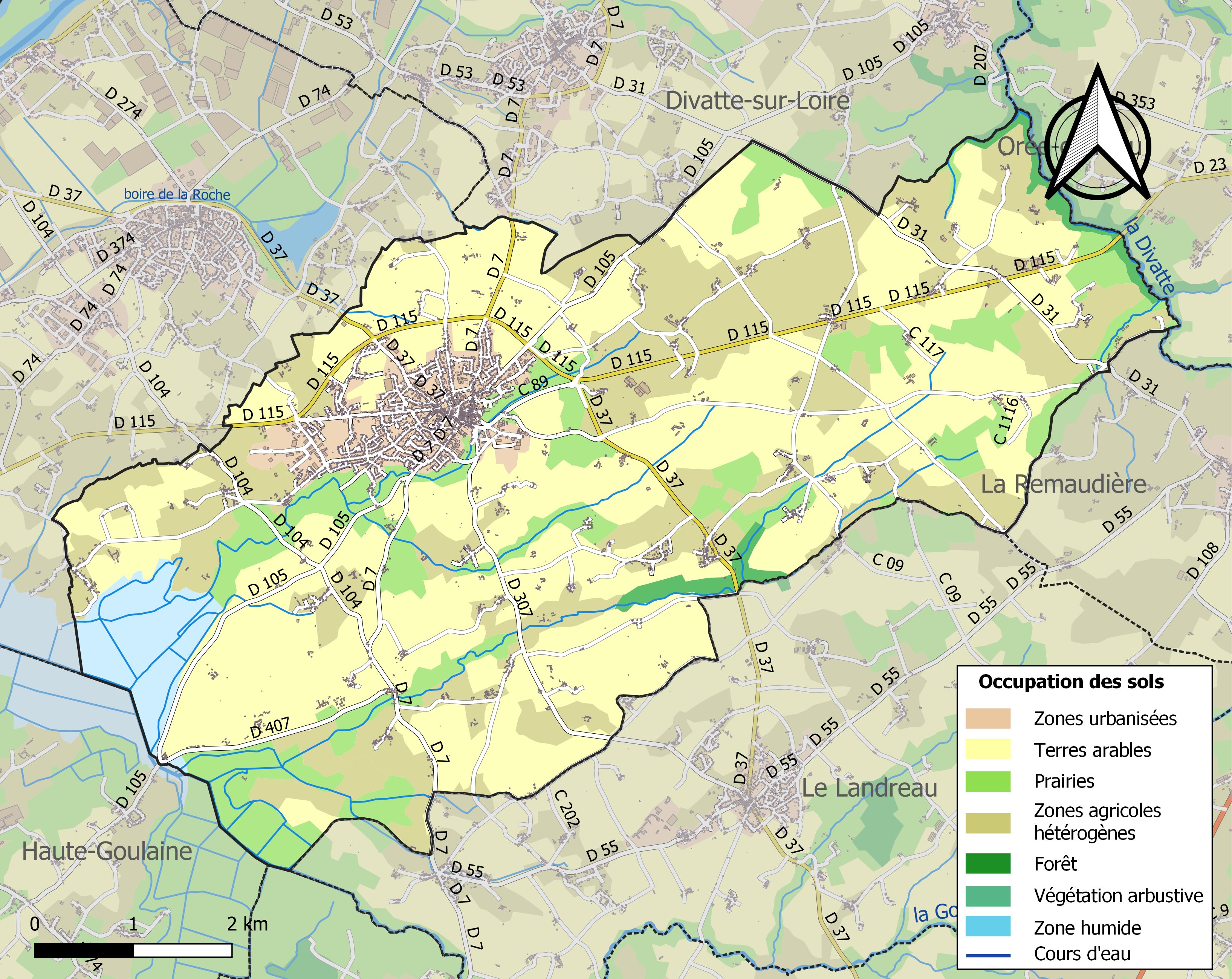
Kaart van de gemeente met de belangrijkste infrastructuur, bodemgebruik en omliggende gemeenten

## Demografie
Onderstaande figuur toont het verloop van het inwonertal (bron: INSEE-tellingen).